# Gheorghe Caranfil
Gheorghe Caranfil (ur. w 1893, zm. ?) – rumuński szermierz, reprezentant Rumunii na Letnich Igrzyskach Olimpijskich 1928 w Amsterdamie.

## Igrzyska Olimpijskie
Gheorghe Caranfil uczestniczył w turniejach szpadzistów i florecistów, zarówno drużynowych, jak i indywidualnych.
W turnieju florecistów indywidualnie przegrał wszystkie walki. W drużynie z kolei wygrał po cztery walki z Duńczykami i Niemcami.